# قاعدة عسكرية

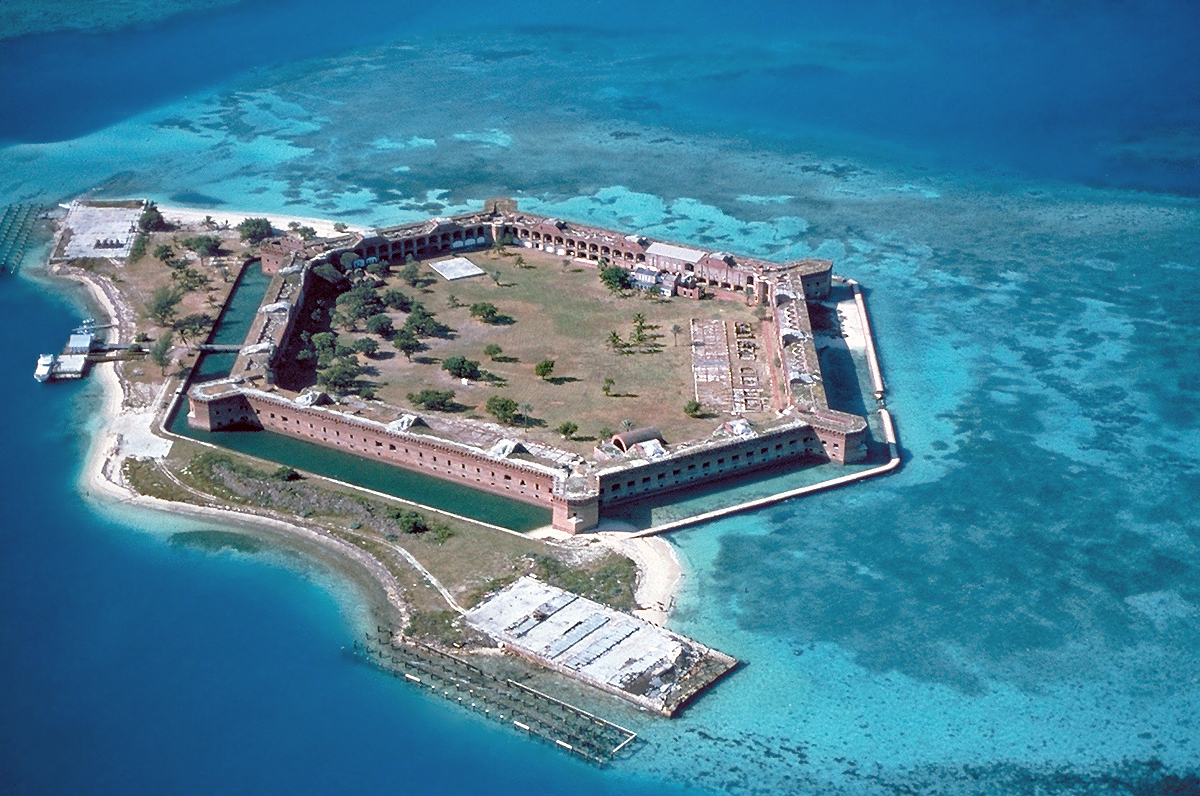
قاعدة عسكرية أمريكية في فلوريدا

القاعدة العسكرية هي منشأة عسكرية تخضع بشكل مباشر وتدار بواسطة الجيش كمأوى لمنتسي القوات المسلحة ولتخزين المعدات العسكرية، والعمليات، وأيضا للأغراض التدريبية.
تختلف أحجام القواعد العسكرية حسب طبيعة مهامها فتتراوح من نقاط عسكرية حتى مدن عسكرية كاملة التجهيزات ،وقد تحوي القواعد العسكرية على مدارج هبوط للطائرات وومهبط للمروحيات إضافة إلى حامية عسكرية ومأوى للأفراد وللمعدات.